# 鈴木新
鈴木 新（すずき しん、1968年3月22日 - ）は、日本のロックギタリスト、作曲家、音楽プロデューサー。元黒夢、VINYL、SUPER DROP BABIES、LIZARD'S TAILで活動した。現在はソロ活動中。黒夢時代は臣と名乗っていた。血液型はAB型。

## 来歴
1991年、岐阜県でGARNETに所属していた清春、人時、鋭葵の三人とGERACEEに所属していた鈴木新によって黒夢結成。インディーズ時代にデモテープ2本とミニアルバム2枚とアルバム1枚をリリース。
1994年、シングル「for dear」で東芝EMIから黒夢のギタリストとしてメジャー・デビュー。年内にシングル2枚、アルバム1枚、ミニアルバム1枚を出す。
1995年、2月に黒夢脱退、6月に福井祥史とVINYLを結成。
1999年、VINYLの活動を停止。シングル3枚、オリジナルアルバム1枚を残す。福井祥史は2000年4月29日、渋谷ON AIR EASTにて引退ソロライブを行い、引退。
2003年、人時らと共にSUPER DROP BABIES結成。シングル2枚とアルバム1枚を発表するが、2005年12月のライブを最後に活動停止状態になる。
2011年、9月に柏PALOOZAにて行われた 【OUR PINK SPIDER 2011】 hide STILL ALIVE! 東北関東大震災チャリティーライブにVersaillesのKAMIJOらと参加。
2012年5月4日、京都AKKUN'Sにて「やぶちゃん退院復活記念 1日限定 VINYL復活!」ライブを行う。病気を克服した旧友の呼びかけに応え、VINYL活動停止後初めて福井祥史とのライブを行ったもの。
2012年、藤崎賢一（ex.JUSTY-NASTY、ex.CRAZE）と岸根光（ex.JUSTY-NASTY、AUTO-MOD）、海老名"EBY"淳（ex.ZI:KILL）でLIZARD'S TAILを結成。
2013年、LIZARD'S TAILとして1stアルバム「LIZARD'S TAIL」を発表するが、その翌月、連絡の行き違いから亀裂が生じ解雇（バンドの公式発表では持病悪化による脱退）。また同年、自身初となるソロ作品 『HAPPY どS PEOPLE』 をiTunesより全世界111カ国に向けて配信発売させ、着うたR、着うたフルR共にインディーズチャート1位を記録。
2018年3月11日、大久保水族館にて行われた44MAGNUMのVo/PAULとButterfly EffectのVo/マツ主催のイベント「未来は僕らの手の中に~暴力なき暴動」第6弾「みんなの声を、願いを集めよう！」に、SASF（Vo/福井祥史、G/鈴木新、B/AZUSA、Dr/SHU-KEN）として出演。
2018年9月22日、渋谷La.mamaにて行われたSASF初主催イベント「SYNCHRONIC EMOTION」に、S.A.S.F（SYNCHRONIC ADDICTIVE SCREAMING FISHES）として出演。
2024年9月、福井祥史とVINYLを再結成。

## バンド歴
- GERACEE
- 黒夢 （1991.5 - 1995.2）
- VINYL （1995.6 - 2000.4、2012.5.4、2024.9 - ）
- SUPER DROP BABIES （2004.1 - 2005.12）
- LIZARD'S TAIL （2012.9 - 2013.9）
- ソロ活動 （2013 - ）

## 作品
| バンド            | 発売日                | タイトル                                                       | タイプ                     |
| ----------------- | --------------------- | -------------------------------------------------------------- | -------------------------- |
| 黒夢              | 1991年8月             | 黒夢/&DIE                                                      | デモテープ                 |
| 黒夢              | 1992年1月             | 生きていた中絶児                                               | デモテープ                 |
| 黒夢              | 1992年7月             | 中絶                                                           | ミニ・アルバム             |
| 黒夢              | 1992年12月2日         | 生きていた中絶児                                               | ミニ・アルバム             |
| 黒夢              | 1993年1月1日          | UNDER…                                                         | VHS                        |
| 黒夢              | 1993年2月1日          | EMERGENCY EXPRESS '93〜DEAD ANGLE 視覚を突け!〜                | オムニバスアルバム参加     |
| 黒夢              | 1993年6月11日         | 亡骸を…                                                        | アルバム                   |
| 黒夢              | 1993年9月5日          | NEO UNDER                                                      | VHS                        |
| 黒夢              | 1993年9月20日         | 百合の花束 -Acoustic Version-                                  | 配布シングル               |
| 黒夢              | 1993年9月25日         | The Monsters of Shock Age                                      | オムニバスCD参加           |
| 黒夢              | 1993年9月25日         | SHOCK AGE Vol.1                                                | オムニバスVHS参加          |
| 黒夢              | 1993年12月10日        | DEEP UNDER                                                     | VHS                        |
| 黒夢              | 1994年2月9日          | for dear                                                       | シングル                   |
| 黒夢              | 1994年3月9日          | 迷える百合達〜Romance of Scarlet〜                             | アルバム                   |
| 黒夢              | 1994年7月6日          | 短命の百合達                                                   | VHS/DVD                    |
| 黒夢              | 1994年7月20日         | ICE MY LIFE                                                    | シングル                   |
| 黒夢              | 1994年8月31日         | Cruel                                                          | ミニアルバム               |
| 黒夢              | 1994年9月28日         | Theater of Cruel                                               | VHS                        |
| 黒夢              | 1995年3月8日          | 優しい悲劇                                                     | シングル                   |
| 黒夢              | 1999年2月24日         | EMI 1994〜1998 BEST OR WORST                                   | ベスト・アルバム           |
| 黒夢              | 2000年6月             | KUROYUME COMPLETE RARE TRACKS 1991-1993 〜インディーズ全曲集〜 | ベスト・アルバム           |
| 黒夢              | 2002年3月27日         | 黒夢シングルズ                                                 | ベスト・アルバム           |
| 黒夢              | 2003年9月26日         | 黒夢コンプリート・シングルズ                                   | ベスト・アルバム           |
| VINYL             | 1996年5月22日         | LEMONed Collected by hide                                      | オムニバスアルバム参加     |
| VINYL             | 1997年11月21日        | とまらない鼓動                                                 | シングル                   |
| VINYL             | 1997年12月20日        | Go to VINYL                                                    | アルバム                   |
| VINYL             | 1998年3月4日          | 20世紀のマスタード                                             | シングル                   |
| VINYL             | 1998年5月13日         | ずっとそばにいて                                               | シングル                   |
| VINYL             | 2024年1月29日         | unreleased                                                     | アルバム                   |
| SUPER DROP BABIES | 2004年9月22日         | WELCOME TO THE DISTRACTION                                     | アルバム                   |
| SUPER DROP BABIES | 2004年9月23日         | 自由への階段 c/w NOW A DAYS                                    | シングル                   |
| SUPER DROP BABIES | 2005年2月             | SPECIAL                                                        | シングル                   |
| SUPER DROP BABIES | 2005年9月             | A DEAREST STRAWBERRY                                           | シングル                   |
| SUPER DROP BABIES | 2005年11月2日         | SDB LAUNCHER                                                   | シングルCD＆DVD            |
| LIZARD'S TAIL     | 2012年9月2日          | 星屑のマリア                                                   | 配布シングル               |
| LIZARD'S TAIL     | 2013年3月19・20・23日 | ヴァニラシャドウ／TOKYO JUNK                                   | 会場限定発売シングル       |
| LIZARD'S TAIL     | 2013年8月             | Lizard's Tail                                                  | アルバム                   |
| LIZARD'S TAIL     | 2013年8月             | THE END OF RAINBOW                                             | ライブ会場限定特典シングル |
| ソロ              | 2013年3月             | HAPPY どS PEOPLE                                               | シングル                   |

### 参加作品

#### Guitarist
- Deshabillz  - 1994年6月　「神従者」
- 藤原龍生 & THE UDX - 2011年6月　「UDX」
- 森羅特装シュラバスター - 2012年4月　「森羅特装シュラバスター」
- AGGRESSIVE GLITTER - 2013年5月　「AGGRESSIVE GLITTER」
- SAYAKA - 2022年11月　「Like an accessory」「Little Will」

#### Music Provider
- Barbie Lips - 2010年8月　「お願いダーリン!」
- しず風
  - 2011年11月　「PINKのロケット☆彡」「ぶたマル Ｕｐっ♥ぷぅ」
  - 2012年3月　「Oo.しず風にのって.oO」
  - 2013年11月　「交-Majiware-」

- SWEET BULLET - 2014年6月　「Breakin’ The World」「Dreams」「101%」
- 姫柊咲良 - 2017年10月  「しろくろ☆くまねこ」
- 嶋田あさひ - 2017年12月  「Aile -Au-Ciel-」

#### Sound Producer
- 天下布舞!岐阜姫軍団
  - 2012年5月　 「Romantic 姫☆Magic」
  - 2012年10月　「虹色のシャナナ」
  - 2013年7月　「乙女のイ・ク・サ・バ」